# LaSalle Ishii
Akio Ishii (石井 章雄) (né le 19 octobre 1955), connu professionnellement sous le nom de LaSalle Ishii (ラサール石井), est une personnalité de la télévision japonaise, un acteur, réalisateur, écrivain, chroniqueur et homme politique. Son nom d'artiste vient du nom de son école secondaire, le lycée lassallien (ラ・サール中学校・高等学校) de Kagoshima. Il est surtout connu comme la voix de Kankichi Ryotsu, le personnage principal de Kochira Katsushika-ku Kameari kōen mae hashutsujo un anime populaire de 373 épisodes entre 1999 et 2004 .
En 2025, il est élu lors des élections à la Chambre des conseillers dans la circonscription de représentation proportionnelle en tant que membre du Parti social-démocrate.

## Biographie
LaSalle Ishii devient célèbre dans les années 1980 lors du "boom du manzai".
À partir de 2020, il écrit des éditoriaux pour le journal Nikkan gendai. Il est critiqué pour exprimer des idées politiques alors qu'il est comédien, et cela a pour conséquence une diminution de ses engagements à la télévision.
En 2025, il accepte la proposition du parti social-démocrate de se présenter aux élections. Sa notoriété permet au parti de dépasser le seuil des 2% des votes et de garder son statut de parti politique avec les privilèges légaux que cela implique.

## Idées politiques
Ishii est pacifiste et déplore la xénophobie qui s'exprime parfois au Japon.
En tant que parlementaire, LaSalle Ishii souhaite s'occuper des problèmes posés par les bases militaires américaines à Okinawa et développer un système de bourses d’études gratuites au Japon.

## Filmographie

### Programmes télévisés
- Ore-tachi Hyokin Zoku (1981–1989, Fuji Television)
- Quiz!! Hirameki Password (1986–1990, Mainichi Broadcasting System, TBS)
- JanJan Saturday (1987–1990, Shizuoka Daiichi Television)
- Takeshi Itsumi no Heisei Kyoiku Iinkai (1991–1997, Fuji Television)
- Mokugeki! Dokyun (1994–2002, TV Asahi)
- Burari Tochu Gesha no Tabi (1994, Nippon Television)
- Watch! (2004–2005, TBS)
- Evening 5 (2005–2006, TBS)

### Séries télévisées
- Yoni mo Kimyo na Monogatari (1991, Fuji Television)
- Teru Teru Kazoku (2003, NHK)
- Kochira Katsushika-ku Kameari kōen mae hashutsujo (2009, TBS), Ginji Ryotsu

### Anime
- Kochira Katsushika-ku Kameari kōen mae hashutsujo, Kankichi Ryotsu
- Gintama (Mayuzon)
- G-Saviour (Gano)

### Jeux vidéo
- Rasāru Ishii no Childs Quest (Nintendo Family Computer, Namco) 23 juin 1989
- LaSalle Ishii no Quiz! Kyōiku Iinkai (Mega Drive) 1994; exclusivite Sega Channel au Japon

### Films
- L'histoire d'un bébé éléphant : L'ange qui est descendu sur terre (1986), Genji Oshima
- Romance (1992)
- Godzilla vs Mechagodzilla 2 (1993), un employé de recherche pétrolière
- Gamera 2 : L'Attaque de la légion (1996), membre du personnel de transmission de Nazaki
- À propos de son frère (2010)
- Wiseguy (2020) [3]
- Le Diable s'habille en Junihitoe (2020)
- Nous ne pourrions pas devenir adultes (2021) [4]

### Théâtre
- Kochira Katsushika-ku Kameari Kōen-mae Hashutsujo (1999) Kankichi Ryotsu
- Kochira Katsushika-ku Kameari Kōen-mae Hashutsujo Again (2001) Kankichi Ryotsu
- Sept âmes dans le château du crâne (2004) Mamiana Jirouemon
- Kochira Katsushika-ku Kameari Kōen-mae Hashutsujo : Le détective Kaipan contre-attaque (2003) Kankichi Ryotsu
- Kochira Katsushika-ku Kameari Kōen-mae Hashutsujo 30e anniversaire ! (2006) Kankichi Ryotsu